# Jonathan Wisniewski
Jonathan Wisniewski (ur. 16 czerwca 1985 w Albi) – rugbysta francuski, gracz francuskiego zespołu Grenoble.
Jonathan Wiśniewski rozegrał dwa spotkania dla Francji U21 2005–2006 (Włochy, Walia)

## Kariera
- Castres Olympique 2000–2001
- Stade Toulousain 2001–2005
- Aix RC 2005–2006
- Castres Olympique 2006
- US Colomiers Wydarzenia 2007–2007
- Racing Métro 92 2007–2014
- FC Grenoble 2014–